# Давид Городенський
Давид Городенський (нар. ? — пом. 1327) — військовик, урядник Великого князівства Литовського, гродненський староста.
Після смерті батька попрямував до Литви, де був старостою гродненським. Служив посередником у стосунках Гедиміна із сусідніми руськими володіннями і очолював його русько-литовську армію.
Вперше згадується в 1314 році, коли примусив до відступу армію хрестоносців, що обложила Новгородок Литовський. У 1318 році з невеликим загоном зробив набіг на Пруссію; у 1322 — 1323 роках, на запрошення псковичів, з'явився до них на допомогу проти хрестоносців; разом з псковичамі вторгся до Естонії і страшно спустошив її. Коли наступного року лицарі обложили Псков, Давид знову прийшов йому на допомогу і розбив хрестоносців.
У 1324 і 1326 роках Давид, на чолі литовських військ, зробив походи в Мазовію і Бранденбурзьку мархію. У 1327 році зрадницьки убитий поляком з Мазовії (імовірно, лицарем Анджеєм Ґостом) не залишивши потомства. Гедимін оточував Давида великими почестями, видав за нього свою дочку і дав йому в лен особливий уділ.

## Нащадки
- Патрикій Давидович (? — кін. XIV ст.) — князь стародубський. В історіографії було прийнято ототожнювати його з князем Патрикієм Наримунтовичем, з огляду на унікальне княже ім'я, однак останнім часом появились дослідження в яких цього князя все ж називають окремою особою. Мав синів, з яких найвідомішим був Олександр Патрикійович.